# ادراسان، کاملوکا
ادراسان، کاملوکا (به لاتین: Adrasan, Kumluca) یک منطقهٔ مسکونی در ترکیه است که در استان آنتالیا واقع شده‌است.